# Nageia
Nageia es un género de coníferas perteneciente a la familia (Podocarpaceae). 

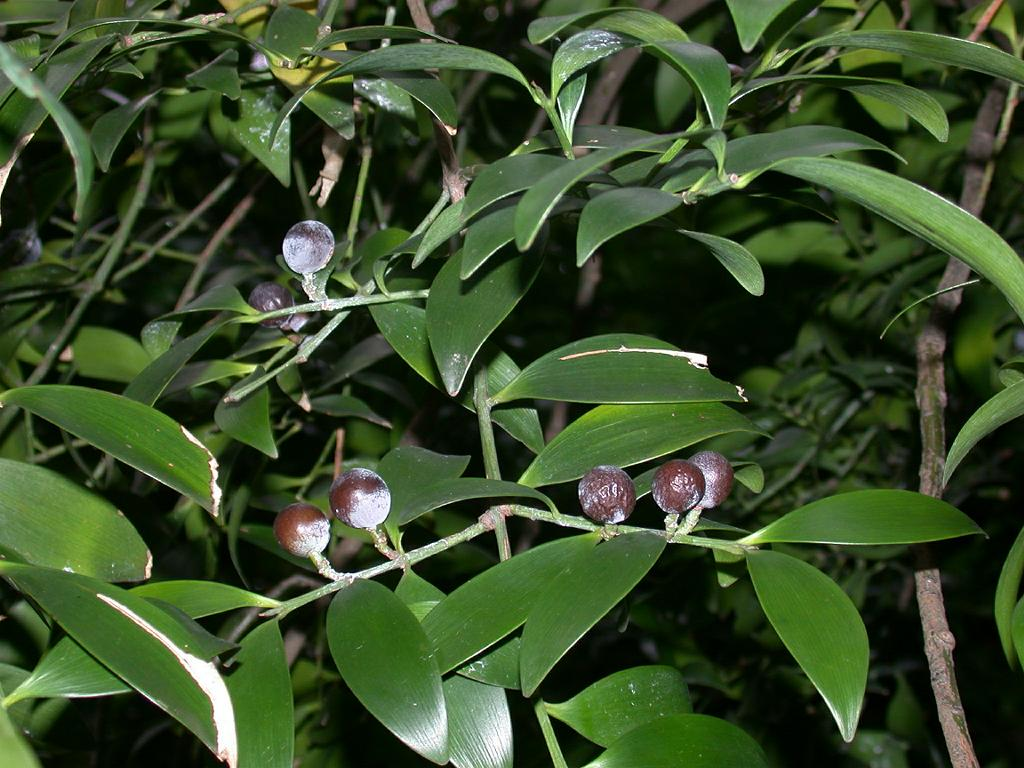
Hojas y fruto

## Descripción
Nageia incluye arbustos de hoja perenne y árboles, alcanzando desde uno a 54 metros de altura. Seis especies se reconocen, con N. formosensis que recientemente se separó a partir de N. nagi. Los géneros han sido reorganizados por diferentes botánicos, recientemente, varias especies anteriormente clasificadas como Nageia fueron trasladados a un nuevo género Retrophyllum, y N. falcata fue trasladada al nuevo género Afrocarpus.
Las especies de Nageia se distinguen de otros géneros en la familia Podocarpaceae por sus hojas amplias y planas sin nervadura central, superficialmente similar a las de los no relacionados Agathis (Araucariaceae). Las hojas varían de 5-20 cm de largo y 2-6 cm de ancho. Los conos tienen varias escamas estériles y una (raramente dos) escamas fértiles, cada escama fértil con una semilla. A diferencia de Podocarpus, las escalas no son carnosas, pero la cubierta de la semilla se convierte como en un drupa carnosa que cubre 1-2 cm de diámetro, y que atrae a las aves, las que después dispersan las semillas en sus excrementos.

## Distribución y hábitat
Nageia se puede encontrar en las regiones tropicales y subtropicales de hoja ancha, en los bosques húmedos de Asia y Australasia, a partir de Assam en el este de India a través de Sudeste de Asia al sur de China y en el sur Japón, y a través de Malasia, desde el península de Malaca a través de Indonesia a Nueva Guinea y Nueva Bretaña. 
Nageia, al igual que muchos podocarpos, por lo general se encuentran dispersos por todo el bosque mixto con otros árboles, y casi nunca se encuentra creciendo en bosques puros. La madera es de color amarillo, típico de los podocarpos, y unas pocas especies son de importancia local por la madera.

## Especies
Nageia fleuryi

Nageia formosensis

Nageia maxima

Nageia motleyi

Nageia nagi

Nageia wallichiana